# شهرستان پارابلسکی
شهرستان پارابلسکی (به لاتین: Parabelsky District) یک شهرستان در روسیه است که در استان تومسک واقع شده‌است.